# ATP Challenger Tour Finals 2013
Die ATP Challenger Tour Finals 2013 waren ein Tennisturnier, das im Stadion Ginásio do Ibirapuera in São Paulo, Brasilien vom 13. bis 17. November 2013 in der Halle auf Sandplatz ausgetragen wurde.
Das Turnier wurde von der ATP zum dritten Mal ausgetragen und war Teil der ATP Challenger Tour 2013. Es war das Saisonabschlussturnier für die Spieler der ATP Challenger Tour. Qualifiziert waren die besten sieben Spieler des Jahres 2013 und ein Spieler, der mit einer Wildcard vom Veranstalter nominiert wurde. Gespielt wurde in zwei Vierer-Gruppen im sogenannten Round-Robin-Verfahren, wo jeder Spieler einmal gegen alle anderen Spieler derselben Gruppe antritt. Die jeweils besten zwei Spieler jeder Gruppe qualifizierten sich für die Endrunde, die im K.-o.-System ausgetragen wurde, wobei jeweils der Gruppensieger gegen den Gruppenzweiten der jeweils anderen Gruppe antrat.

## Preisgeld und Punkte
Das Gesamtpreisgeld betrug 220.000 US-Dollar.
| Runde                    | Einzel    | Punkte |
| ------------------------ | --------- | ------ |
| Sieg                     | +45.000 $ | +50    |
| Halbfinalsieg            | +21.000 $ | +30    |
| Gruppenphase (3 Siege)   | +18.900 $ | +45    |
| Gruppenphase (2 Siege)   | +12.600 $ | +30    |
| Gruppenphase (ein Sieg)  | 0+6.300 $ | +15    |
| Gruppenphase (kein Sieg) | 0+6.300 $ | +00    |
| Ersatzspieler            | 0+3.500 $ | +00    |

## Qualifikation
Die sieben bestplatzierten Herren der ATP Challenger Tour qualifizierten sich für diesen Wettbewerb. Dazu kam noch ein Reservist.
Entscheidend für die Qualifikation war die ATP Challenger Jahresrangliste.
| ATP Challenger Rankings (Stand: 11. November 2013) | ATP Challenger Rankings (Stand: 11. November 2013) | ATP Challenger Rankings (Stand: 11. November 2013) | ATP Challenger Rankings (Stand: 11. November 2013) | ATP Challenger Rankings (Stand: 11. November 2013) | ATP Challenger Rankings (Stand: 11. November 2013) |
| #                                                  | Spieler                                            | Punkte                                             | Turniere                                           | ATP                                                | Qualifikationsdatum                                |
| -------------------------------------------------- | -------------------------------------------------- | -------------------------------------------------- | -------------------------------------------------- | -------------------------------------------------- | -------------------------------------------------- |
| 1                                                  | Teimuras Gabaschwili                               | n.a.                                               | n.a.                                               | 84                                                 | 11. November 2013                                  |
| 2                                                  | Filippo Volandri                                   | n.a.                                               | n.a.                                               | 90                                                 | 11. November 2013                                  |
| 3                                                  | Oleksandr Nedowjessow                              | n.a.                                               | n.a.                                               | 96                                                 | 11. November 2013                                  |
| 4                                                  | Jesse Huta Galung                                  | n.a.                                               | n.a.                                               | 106                                                | 11. November 2013                                  |
| 5                                                  | Alejandro González                                 | n.a.                                               | n.a.                                               | 107                                                | 11. November 2013                                  |
| 6                                                  | Adrian Ungur                                       | n.a.                                               | n.a.                                               | 108                                                | 11. November 2013                                  |
| 7                                                  | Andrej Martin                                      | n.a.                                               | n.a.                                               | 126                                                | 11. November 2013                                  |

Außerdem erhielt der Brasilianer Guilherme Clezar aufgrund einer Wildcard den achten Startplatz. Mit Weltranglistenplatz 177 war er der am schlechtesten in der Weltrangliste positionierte Spieler des Starterfeldes.

## Round Robin

### Grüne Gruppe

#### Ergebnisse
| Spieler               | Spieler               | Ergebnis      |
| --------------------- | --------------------- | ------------- |
| Teimuras Gabaschwili  | Adrian Ungur          | 6:2, 6:3      |
| Oleksandr Nedowjessow | Guilherme Clezar      | 6:4, 5:7, 6:3 |
| Adrian Ungur          | Guilherme Clezar      | 6:3, 7:5      |
| Teimuras Gabaschwili  | Oleksandr Nedowjessow | 4:6, 6:3, 6:1 |
| Guilherme Clezar      | Teimuras Gabaschwili  | 5:7, 6:4, 6:4 |
| Oleksandr Nedowjessow | Adrian Ungur          | 6:4, 5:7, 6:3 |

#### Tabelle
| Pos. | Setzliste | Spieler               | Spiele | Sätze | Punkte |
| ---- | --------- | --------------------- | ------ | ----- | ------ |
| 1    | 1         | Teimuras Gabaschwili  | 2:1    | 5:3   | 43:32  |
| 2    | 3         | Oleksandr Nedowjessow | 2:1    | 5:4   | 44:44  |
| 3    | 6         | Adrian Ungur          | 1:2    | 3:4   | 32:37  |
| 4    | 8         | Guilherme Clezar      | 1:2    | 3:5   | 39:45  |

### Gelbe Gruppe

#### Ergebnisse
| Spieler            | Spieler           | Ergebnis       |
| ------------------ | ----------------- | -------------- |
| Jesse Huta Galung  | Andrej Martin     | 6:3, 6:4       |
| Alejandro González | Filippo Volandri  | 6:3, 6:3       |
| Filippo Volandri   | Andrej Martin     | 6:0, 6:4       |
| Alejandro González | Jesse Huta Galung | 6:3, 2:6, 6:4  |
| Filippo Volandri   | Jesse Huta Galung | 4:6, 7:65, 6:3 |
| Alejandro González | Andrej Martin     | 6:2, 6:3       |

#### Tabelle
| Pos. | Setzliste | Spieler            | Spiele | Sätze | Punkte |
| ---- | --------- | ------------------ | ------ | ----- | ------ |
| 1    | 5         | Alejandro González | 3:0    | 6:1   | 38:24  |
| 2    | 2         | Filippo Volandri   | 2:1    | 4:3   | 35:31  |
| 3    | 4         | Jesse Huta Galung  | 1:2    | 4:4   | 40:38  |
| 4    | 7         | Andrej Martin      | 0:3    | 0:6   | 16:36  |

## Finalrunde

### Halbfinale, Finale
|  | Halbfinale | Halbfinale            | Halbfinale | Halbfinale | Halbfinale |  |  | Finale | Finale             | Finale | Finale | Finale |
|  |            |                       |            |            |            |  |  |        |                    |        |        |        |
|  |            |                       |            |            |            |  |  |        |                    |        |        |        |
|  | 1          | Teimuras Gabaschwili  | 5          | 6          | 4          |  |  |        |                    |        |        |        |
|  | 2          | Filippo Volandri      | 7          | 2          | 6          |  |  |        |                    |        |        |        |
|  |            |                       |            |            |            |  |  | 2      | Filippo Volandri   | 4      | 6      | 6      |
|  |            |                       |            |            |            |  |  | 5      | Alejandro González | 6      | 4      | 2      |
|  | 5          | Alejandro González    | 6          | 64         | 6          |  |  |        |                    |        |        |        |
|  | 3          | Oleksandr Nedowjessow | 3          | 7          | 0          |  |  |        |                    |        |        |        |
|  |            |                       |            |            |            |  |  |        |                    |        |        |        |

### Erreichte Preisgelder und Weltranglistenpunkte
(Stand: 17. November 2013)
| Spieler               | Punkte | Antrittsgeld | Erspieltes Preisgeld | Gesamtpreisgeld |
| --------------------- | ------ | ------------ | -------------------- | --------------- |
| Filippo Volandri      | 110    | 6.300 $      | 78.600 $             | 84.900 $        |
| Alejandro González    | 75     | 6.300 $      | 39.900 $             | 46.200 $        |
| Teimuras Gabaschwili  | 30     | 6.300 $      | 12.600 $             | 18.900 $        |
| Oleksandr Nedowjessow | 30     | 6.300 $      | 12.600 $             | 18.900 $        |
| Guilherme Clezar      | 15     | 6.300 $      | 6.300 $              | 12.600 $        |
| Jesse Huta Galung     | 15     | 6.300 $      | 6.300 $              | 12.600 $        |
| Adrian Ungur          | 15     | 6.300 $      | 6.300 $              | 12.600 $        |
| Andrej Martin         | 0      | 6.300 $      | 0 $                  | 6.300 $         |